# Justin Ress
Justin Ress (Cary, 3 de agosto de 1997) es un deportista estadounidense que compite en natación, especialista en los estilos libre y espalda.
Ganó tres medallas en el Campeonato Mundial de Natación, en los años 2022 y 2023.
Estudió el grado de Matemática Aplicada en la Universidad Estatal de Carolina del Norte.

## Palmarés internacional
| Campeonato Mundial | Campeonato Mundial | Campeonato Mundial | Campeonato Mundial |
| Año                | Lugar              | Medalla            | Prueba             |
| ------------------ | ------------------ | ------------------ | ------------------ |
| 2022               | Budapest (Hungría) | Medalla de oro     | 50 m espalda       |
| 2022               | Budapest (Hungría) | Medalla de oro     | 4 × 100 m libre    |
| 2023               | Fukuoka (Japón)    | Medalla de plata   | 50 m espalda       |